# Harry Dugald Keith Drew
Harry Dugald Keith Drew (HDK Drew) va ser un químic britànic actiu des de 1918 a 1949. Junt amb Gilbert T. Morgan va donar el seu nom als quelats. També va estudiar la quimioluminescència, els compostos del tel·luri, la química organometàl·lica i els polímers entre d'altres.